# 白石渡镇
白石渡镇，是中华人民共和国湖南省郴州市宜章县下辖的一个乡镇级行政单位。

## 行政区划
白石渡镇下辖以下地区：
解放路社区、大塘下社区、兴星街社区、金钗坪村、白石渡村、高龙桥村、新车村、车湾村和蔬菜村。

## 交通
- 京广铁路：白石渡站